# ماریوس اشتفانسکو
ماریوس اشتفانسکو (انگلیسی: Marius Ștefănescu؛ زادهٔ ۱۴ اوت ۱۹۹۸) بازیکن فوتبال اهل رومانی است.
از باشگاه‌هایی که در آن بازی کرده‌است می‌توان به باشگاه ورزشی سپسی اواس‌کا سفنتو گئورگه اشاره کرد.
وی همچنین در تیم ملی فوتبال رومانی بازی کرده‌است.